# 油彩蠟膜蝦
油彩蠟膜蝦（學名：Hymenocera picta），又稱為海星蝦、貴賓蝦、丑角蝦、小丑蝦、跳舞蝦 ，是生活於熱帶太平洋及印度洋珊瑚礁的一種海水蝦。一般認為油彩蠟膜蝦為膜角蝦屬下的唯一種，不過也有研究認為應該將其分為兩個獨立物種，分別為生活於中部及東部太平洋的 H. picta （斑點為帶粉色的紫色並具有黃色邊緣）以及生活於印度洋及西太平洋的 H. elegans（斑點顏色更偏向棕色並具有藍色邊緣）。油彩蠟膜蝦的體長可達 5（2.0英寸） ，多半成對行動並且幾乎只以海星為主食，甚至包括棘冠海星。油彩蠟膜蝦的攻擊能減緩棘冠海星對珊瑚造成的傷害，並且在數天內將其殺死。

## 描述
油彩蠟膜蝦體表為白至奶油色並佈有斑點。棲息於中部及東部太平洋的個體其斑點顏色帶粉色的紫色而棲息於印度洋及西太平洋的個體斑點顏色則更偏向棕色。具有兩對步足與一對巨大的螯足。螯足與眼形狀扁平。頭上具有瓣狀的感知觸角用以尋找獵物。體長多半可達 5（2.0英寸），雄性體型小於雌性。

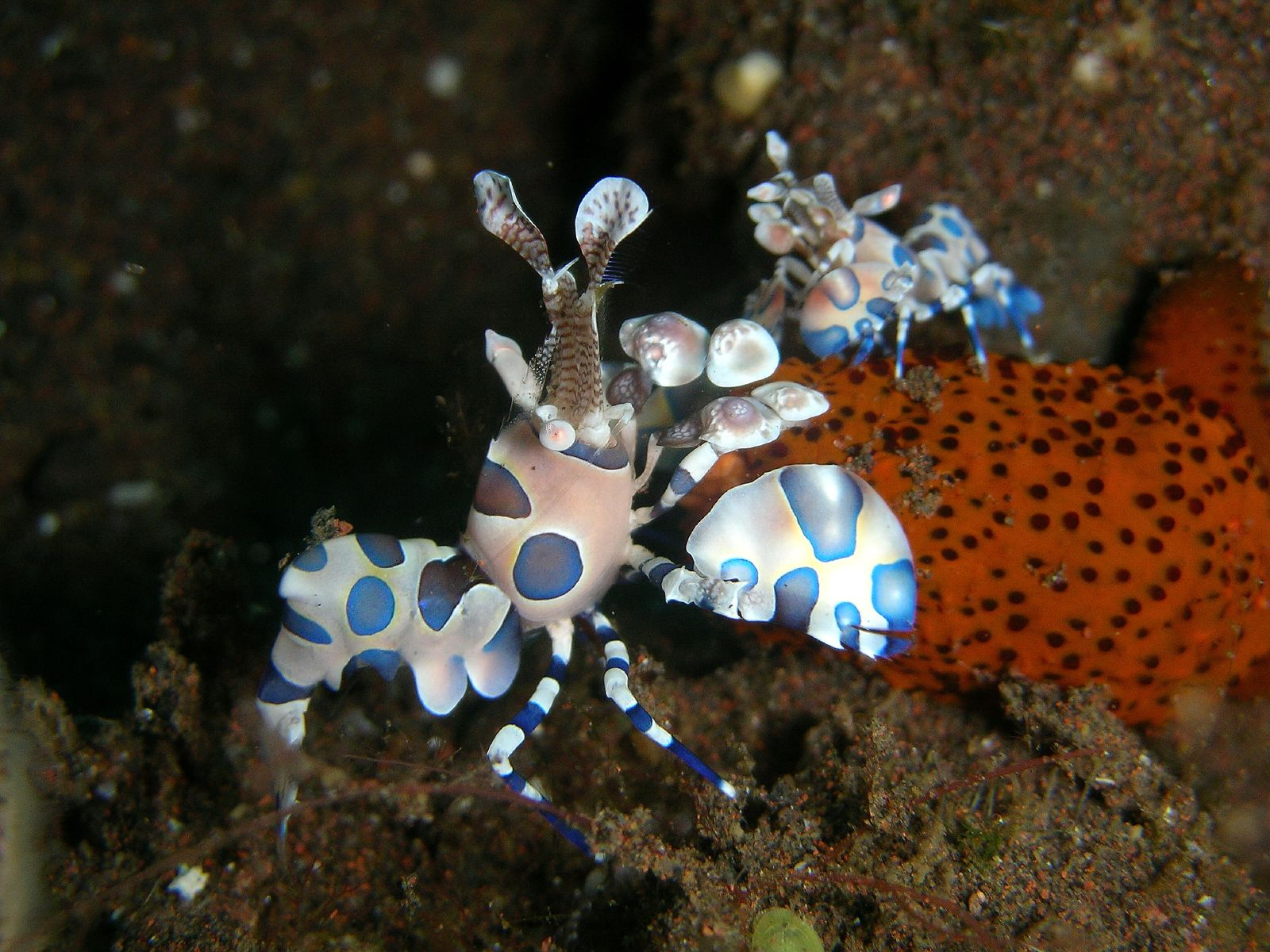
一對正在獵食海星的油彩蠟膜蝦
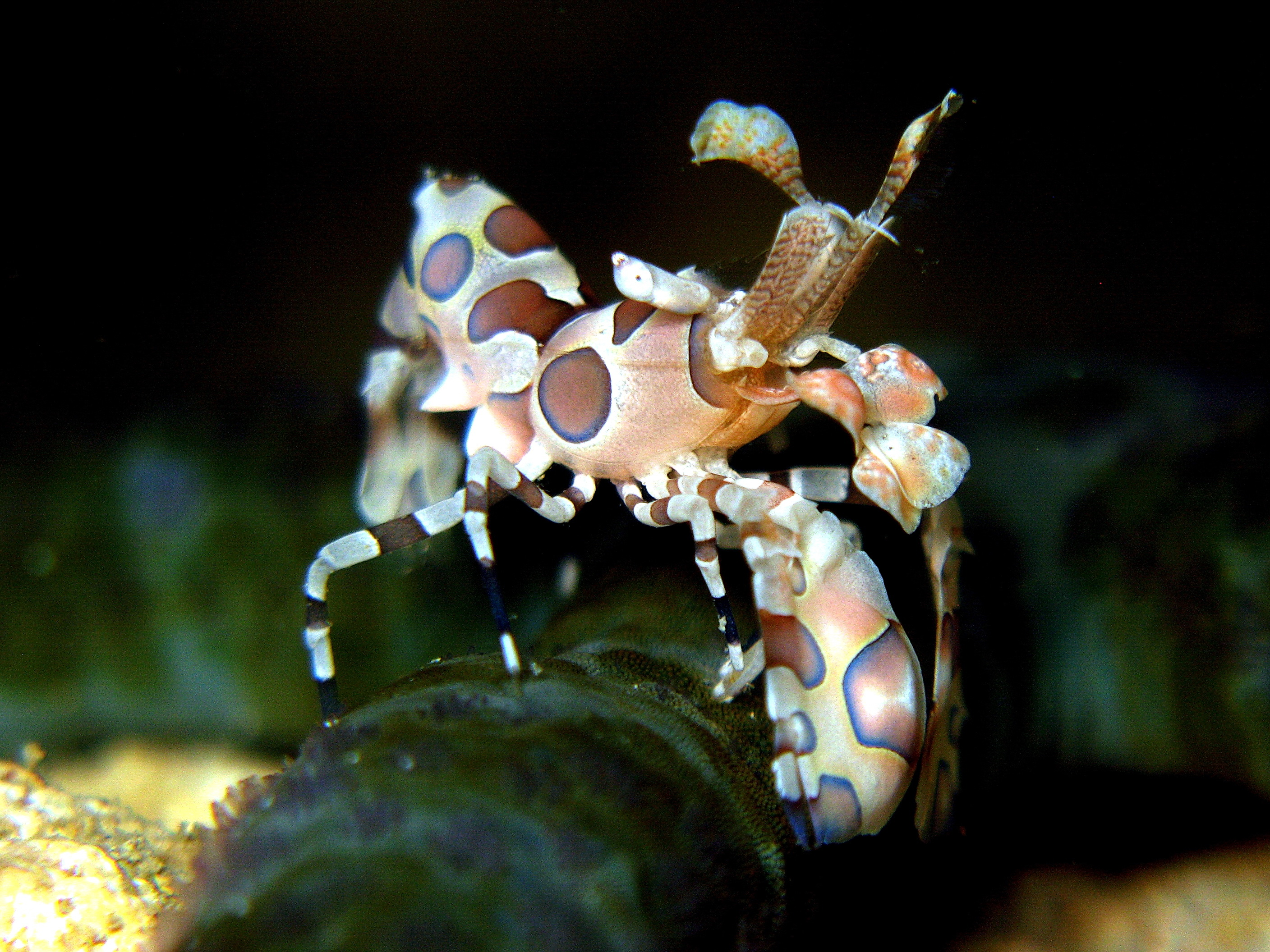
棲息於西太平洋及印度洋的油彩蠟膜蝦個體
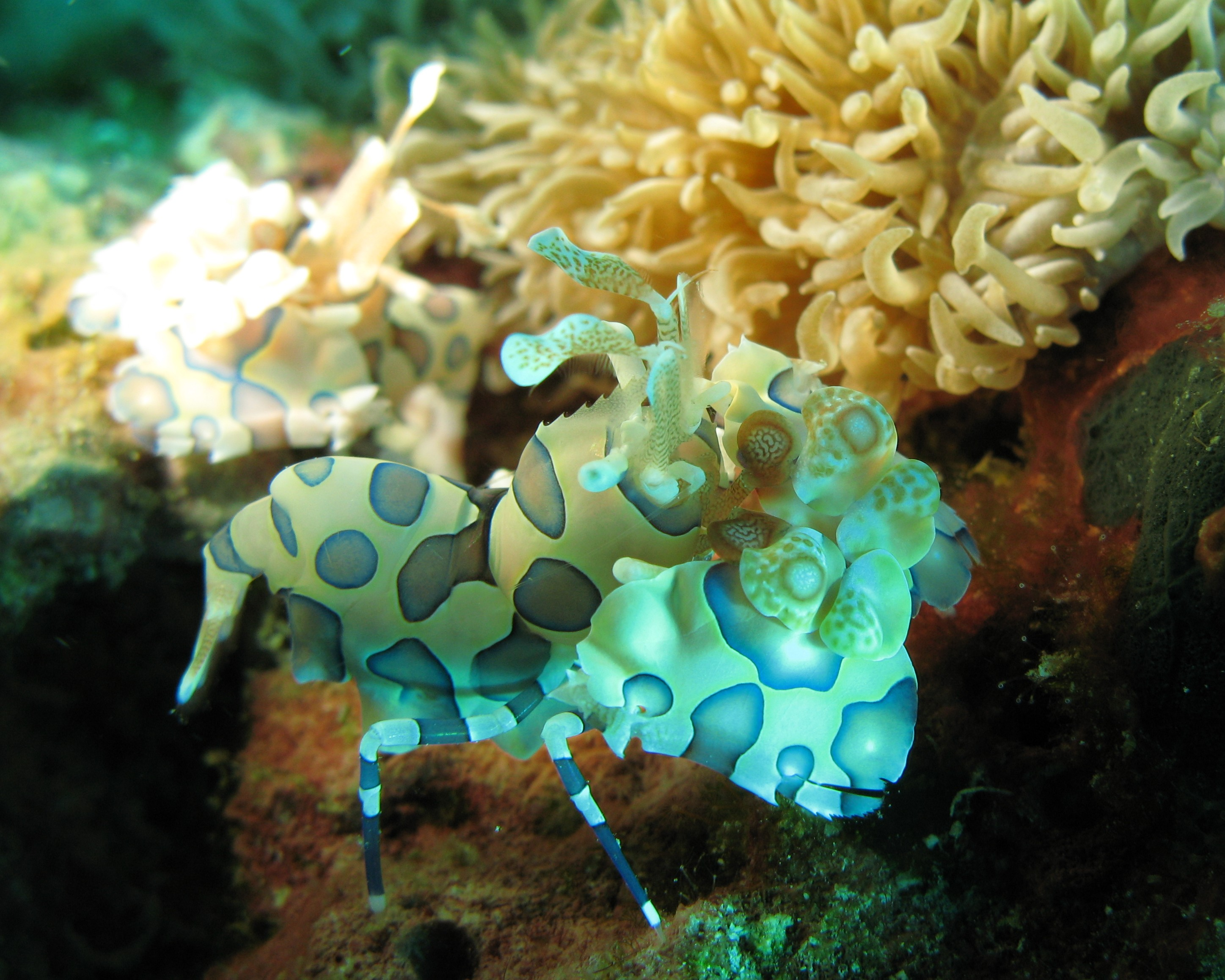
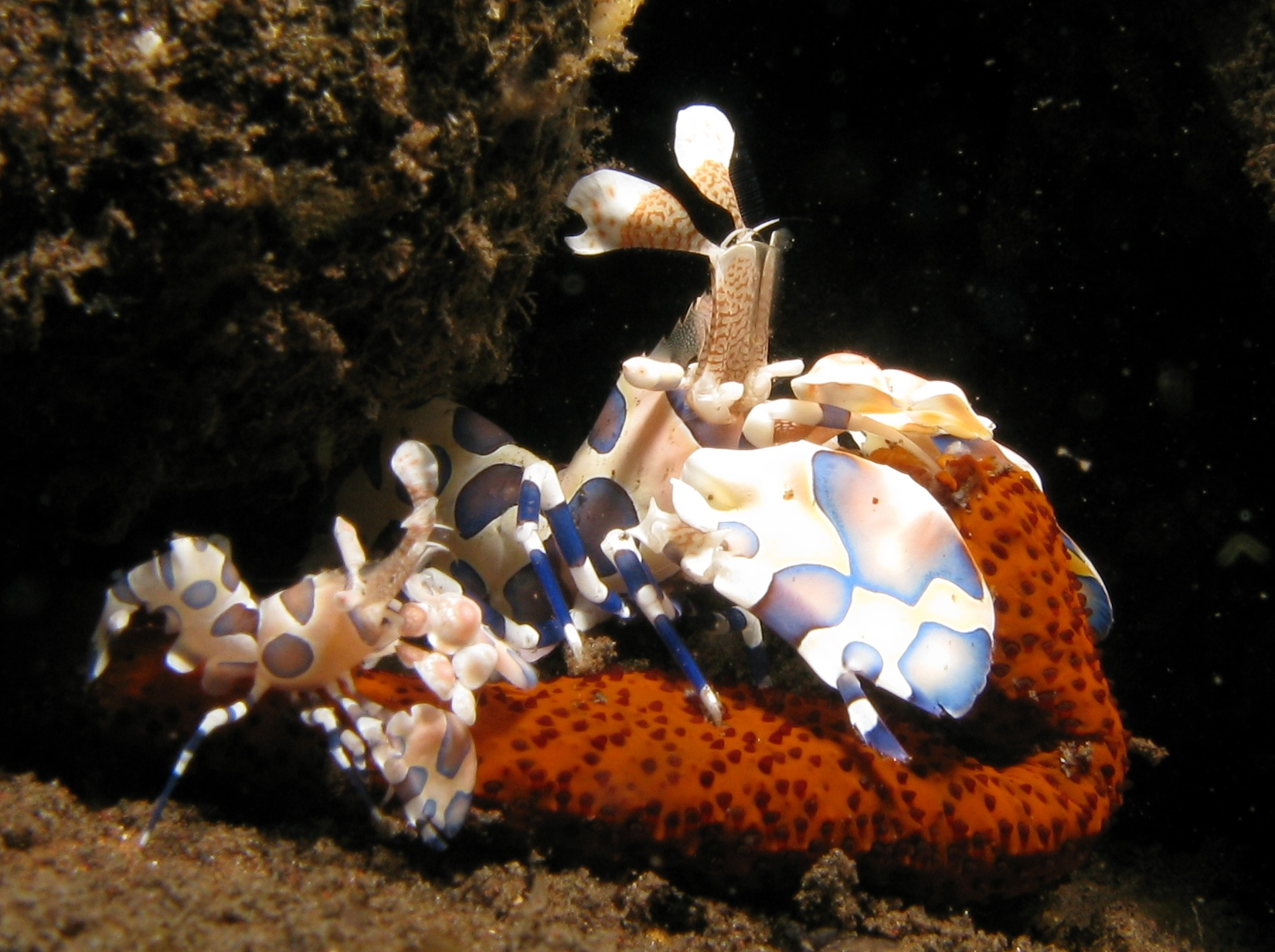

## 棲息地
油彩蠟膜蝦多半發現於太平洋至印度洋沿岸及夏威夷的潮間帶之下的珊瑚礁地區。牠們偏好 22至28 °C（72至82 °F） 的水溫。現代人們會因油彩蠟膜蝦漂亮的外表而飼養牠們作為寵物，但必須要注意到水溫的控管，另外飼養時的海水鹽度與所含化學物也必須有所注意，過高的硝酸鹽或銅離子濃度都可能傷害到牠們。此外，油彩蠟膜蝦多半為成對行動，飼主在飼養時也必須盡可能地成對飼養。

## 食性
油彩蠟膜蝦幾乎只以海星為食，牠們十分擅長將海星翻過來，啃食軟組織及管足部分直到剩下中心圓盤。有時候海星會自斷遭到攻擊的腕並嘗試逃離（折斷的腕會成為油彩蠟膜蝦的食物），有時候損傷太嚴重甚至無法再生。油彩蠟膜蝦有時也會以海膽的管足為食，但僅有在十分飢餓的時候才會發生。

## 行為／繁殖
由於在進食過程中，油彩蠟膜蝦可以從獵物（海星）身上保存攝取到的毒素，因此牠們對掠食者來說是難以下口甚至是有害的，也因此牠們不需要透過很迅速的行動來躲避掠食者。雌蝦不僅體型較雄蝦大，且具有有色的腹蓋。每次產卵雌蝦可產下 100 至 5,000 顆卵（受環境因素影響）。在野外環境中時常可見到油彩蠟膜蝦成對行動，雌蝦與雄蝦不僅居住在一起更會一起進食。

## 外部連結
- Video of an Adult and juvenile harlequin shrimp （页面存档备份，存于） hosted by YouTube
- [University of Hawaii Mãnoa Education Department. "Marine Life Profile: Harlequin Shrimp." Waikiki Aquarium, n.d. Web<https://web.archive.org/web/20120611054523/http://www.waquarium.org/_library/images/education/marinelifeprofiles/harlequinshrimp0909.pdf]
- "Harlequin Shrimp - Hymenocera Picta - Small." Thatpetplace.com. N.p., n.d. Web. 30 Sept. 2013. <http://www.thatpetplace.com/Hymenocera-picta-harlequin-shrimp-213707 （页面存档备份，存于）>.
- "Harlequin Shrimp - Hymenocera Picta." FreshMarine.com. N.p., n.d. Web. 30 Sept. 2013. <http://www.freshmarine.com/harlequin-shrimp.html （页面存档备份，存于）>.
- "Harlequin Shrimp." Harlequin Shrimp. N.p., n.d. Web. 30 Sept. 2013. <http://www.aquaticcommunity.com/shrimp/harlequin.php （页面存档备份，存于）>..